# James Crawford (ski)
Pour les articles homonymes, voir James Crawford (homonymie) et Crawford.
James « Jack » Crawford, né le 3 mai 1997 à Toronto, est un skieur alpin canadien. Le 9 février 2023 à Courchevel, il est sacré champion du monde de Super-G. 
Il se met  en évidence lors des JO 2022, ne manquant d'abord le podium de la descente que pour 7 centièmes, puis se classant 6ème du Super G avant de créer la sensation en remportant la médaille de bronze du combiné. Il avait auparavant déjà terminé 4ème du combiné des Championnats du monde 2021, à 21 centièmes du podium. Il monte sur son premier podium en Coupe du Monde le 6 mars 2022 lors du Super-G de Kvitfjell.

## Biographie
James Crawford est le frère de Candace Crawford et le neveu de Judy Crawford.
Membre du club de Whistler, il prend part à ses premières courses FIS lors de la saison 2013-2014 et devient victorieux dès son deuxième départ, dans un super G à Panorama. Cet hiver, il remporte aussi le slalom géant des Championnats du Canada junior et marque ses premiers points pour la Coupe nord-américaine.
Après avoir obtenu quelques top dix et son premier podium en slalom dans la Coupe nord-américaine en 2015, il devient vice-champion du monde junior de super G en 2016 à Sotchi, derrière Matthieu Bailet et cinquième dans trois autres épreuves lors de ces championnats. Un an plus tard, il remporte la compétition par équipes aux Championnats du monde junior à Åre.
En Coupe du monde, il fait ses débuts en janvier 2016 à Kitzbühel. Il marque ses premiers points en novembre 2018, avec une 27e place au super G de Lake Louise.
Il participe aux Jeux olympiques d'hiver de 2018, à Pyeongchang, où il finit 29e au slalom géant et 20e du combiné. En 2019, il reçoit sa première sélection en championnat du monde à Åre, mais finit hors du top trente au super G. En parallèle, le Canadien arpente toujours le circuit continental de la Coupe  nord-américaine, remportant des manches en descente, super G et combiné alpin en 2018 et 2019, ainsi que trois classements de discipline. En 2019, il devient aussi champion du Canada sur le super G.
Lors de la saison 2019-2020, Crawford passe le cap du top vingt en Coupe du monde à deux reprises, pour une meilleure performance de douzième lors du super G à Hinterstoder.
En 2020-2021, il se rapproche encore des meilleurs, comptant deux performances notables : sa sixième place au super G à Kitzbühel et sa quatrième place en combiné alpin (dossard 32) aux Championnats du monde à Cortina d'Ampezzo, en réusissant le meilleur temps de la manche de super G mais échouant à 21 centièmes du podium.

### Saison 2021-2022: médaillé olympique
James Crawford poursuit encore sa progression durant cette saison, figurant régulièrement dans les points (les 30 premiers) en Coupe du Monde, tant en Super G qu'en descente. Il réalise notamment une 8ème place en Super G sur la Saslong de Val Gardena en décembre 2021 avant de faire encore mieux en janvier 2022 sur le Lauberhorn à Wengen avec une 5ème place en Super G (son premier Top5 en Coupe du Monde) et une 6ème place en descente sur la Streif à Kitzbühel. Le 25 janvier, il remporte la descente de Saalbach, sa première victoire en Coupe d'Europe.
James Crawford se met particulièrement en évidence lors des JO 2022. Il ne manque d'abord le podium de la descente que pour 7 centièmes, devançant notamment des favoris comme Aleksander Aamodt Kilde ou Dominik Paris, puis se classe 6ème du Super G avant de créer la sensation en remportant la médaille de bronze du combiné grâce à sa deuxième place en descente puis la septième en slalom pour conserver 18 centièmes sur Justin Murisier.

### Saison 2022-2023: Champion du monde
Le 9 février 2023 sur la piste Éclipse de Courchevel, et alors qu'il ne s'est jamais imposé en Coupe du monde dans la discipline, il devient champion du monde du Super-G en parvenant à battre Aleksander Aamodt Kilde par le plus petit des écarts en ski alpin : 1/100e de seconde. Il succède ainsi à Erik Guay titré en Super-G à Saint-Moritz en 2017.

## Palmarès

### Jeux olympiques
| Édition / Épreuve   | Descente | Super G | Slalom géant | Combiné                             |
| ------------------- | -------- | ------- | ------------ | ----------------------------------- |
| JO 2018 Pyeongchang | -        | Abandon | 29e          | 20e                                 |
| JO 2022 Pékin       | 4e       | 6e      | -            | Médaille de bronze, Jeux olympiques |

### Championnats du monde
| Épreuve / Édition                | Super G | Descente | Slalom géant | Combiné alpin |
| -------------------------------- | ------- | -------- | ------------ | ------------- |
| Mondiaux 2019 Åre                | 36e     |          |              |               |
| Mondiaux 2021 Cortina d'Ampezzo  | 14e     | 21e      | Abandon      | 4e            |
| Mondiaux 2023 Méribel/Courchevel | Or      |          |              | _             |

### Coupe du monde
- Meilleur classement général : 14e en 2022.
- 6 podiums dont 1 victoire.

| Année/Classement | Général | Général | Descente | Descente | Super G | Super G | Slalom géant | Slalom géant | Slalom | Slalom | Combiné | Combiné |
| Année/Classement | Class.  | Points  | Class.   | Points   | Class.  | Points  | Class.       | Points       | Class. | Points | Class.  | Points  |
| ---------------- | ------- | ------- | -------- | -------- | ------- | ------- | ------------ | ------------ | ------ | ------ | ------- | ------- |
| 2018-2019        | 150e    | 4       | -        | -        | 54e     | 4       | -            | -            | -      | -      | -       | -       |
| 2019-2020        | 97e     | 53      | -        | -        | 22e     | 53      | -            | -            | -      | -      | -       | -       |
| 2020-2021        | 82e     | 72      | 51e      | 8        | 24e     | 64      | -            | -            | -      | -      | -       | -       |
| 2021-2022        | 14e     | 396     | 16e      | 170      | 5e      | 226     | -            | -            | -      | -      | -       | -       |

| Saison / Épreuve | Descente  | Total |
| ---------------- | --------- | ----- |
| 2024-2025        | Kitzbühel | 1     |
| Total            | 1         | 1     |

### Championnats du monde junior
- Sotchi 2016 :
  -  Médaille d'argent au super G.
- Åre 2017 :
  -  Médaille d'or par équipes.

### Championnats du Canada
- 1er du super G en 2019.

### Coupe nord-américaine
- 2e du classement général en 2016 et 2018.
- Vainqueur du classement de la descente en 2018 et 2019.
- Vainqueur du classement de super G en 2018.
- 18 podiums, dont 9 victoires.

En date de mars 2021